# Motion blur

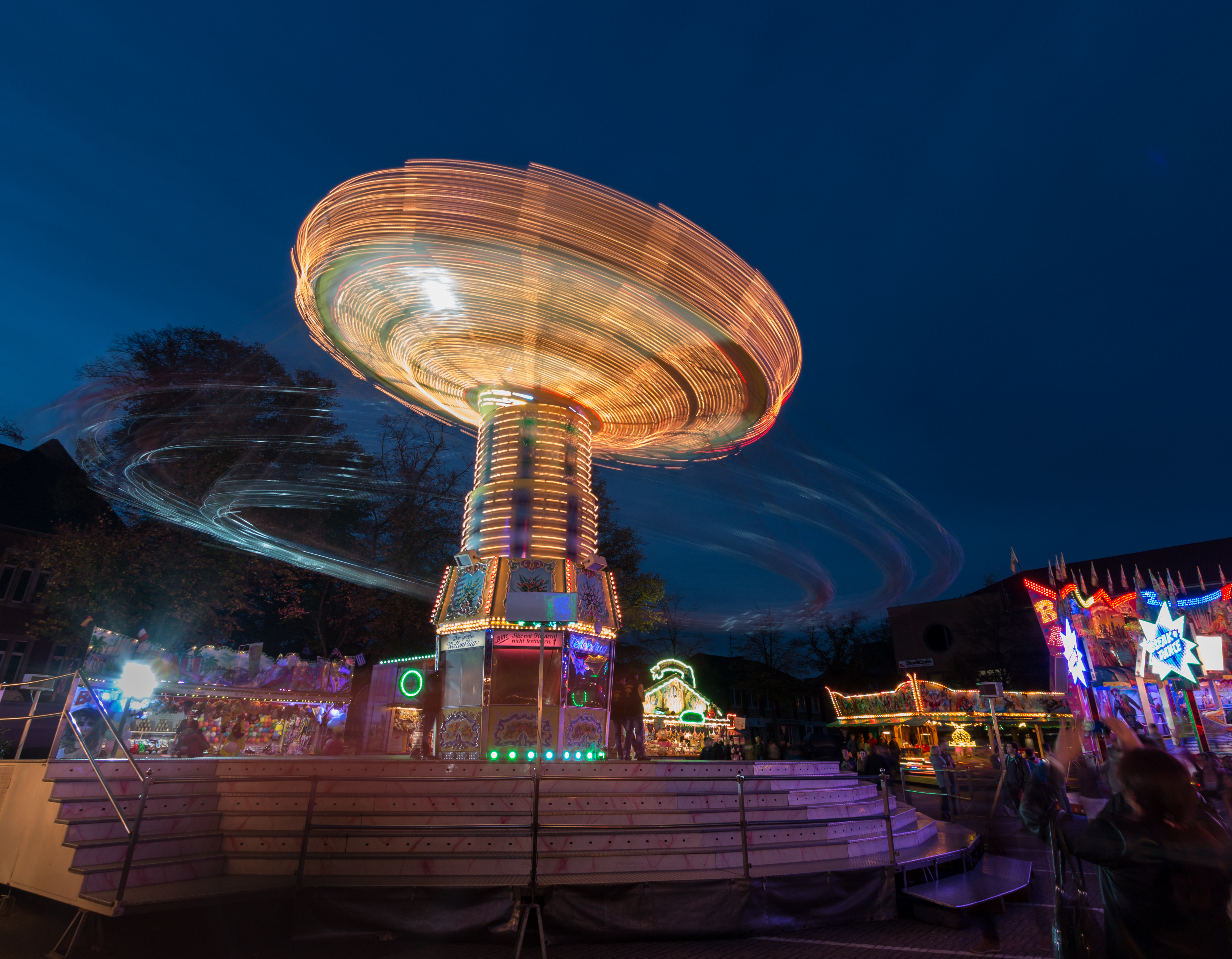
Un exemple de desenfocament per moviment.

El Motion blur o desenfocament de moviment és el rastre deixat pels elements en moviment en una fotografia o en una seqüència d'imatges com una pel·lícula o una animació. Apareix quan l'element gravat canvia la seva posició durant la captura d'un fotograma causa de la seva velocitat o del moviment de la càmera.

## Utilització

### Fotografia
Com els objectes en l'escena es mouen, la imatge capturada representa la suma de les variacions de posició dels objectes i el desplaçament de la càmera durant el temps d'exposició determinat per l'obturador. En aquesta imatge, qualsevol objecte en moviment apareixerà borrós i deixarà un rastre en la direcció del moviment relatiu.

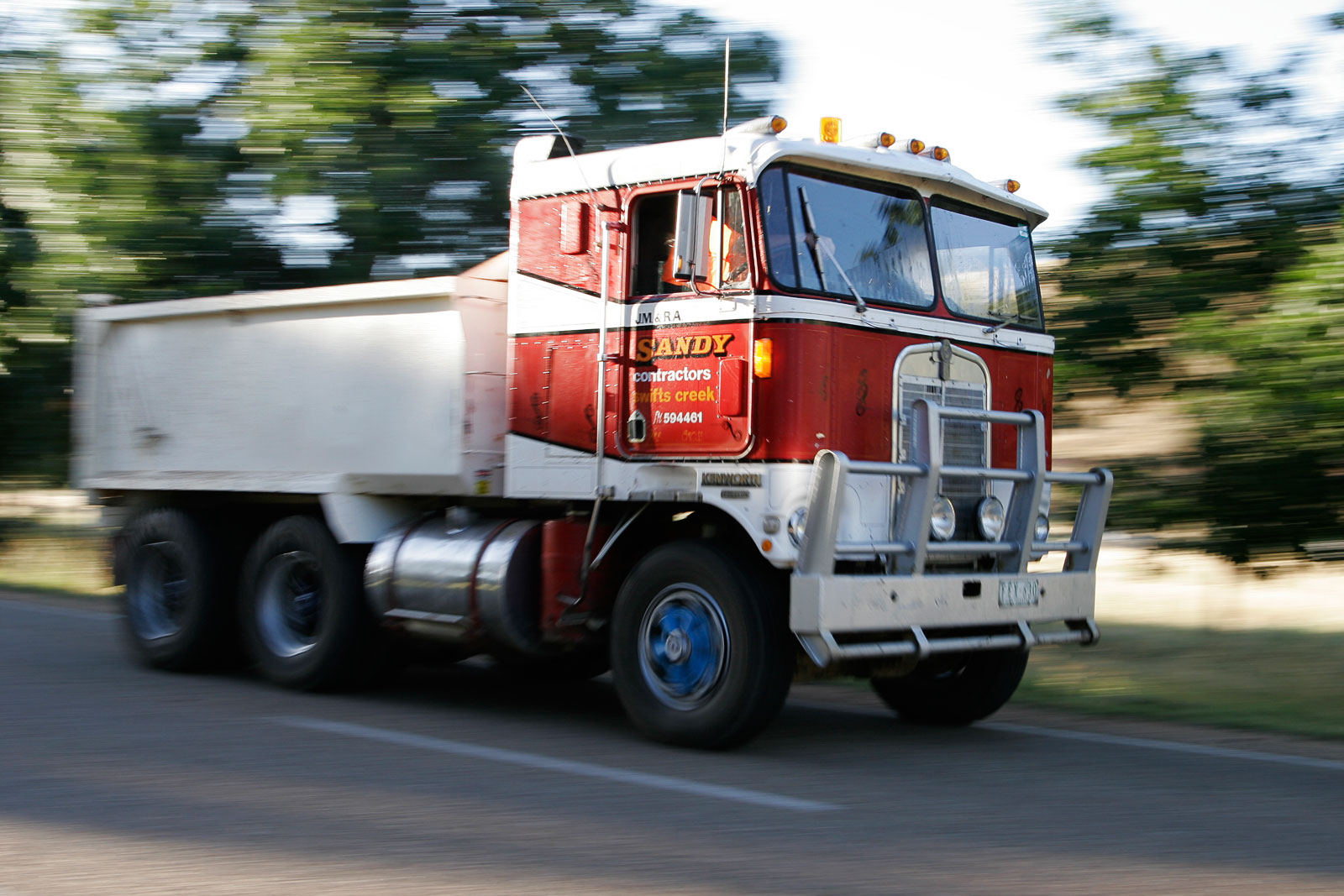
El camió apareix nítid i el fons amb desenfocament de moviment.

És doncs, la velocitat d'obturació el factor que deterimanrá l'aparició del motion blur. Per evitar l'efecte, s'ha d'ajustar aquest paràmetre i posar una velocitat d'obturació alta perquè la càmera congeli el moviment de l'element en un instant precís. Per contra, una velocitat d'obturació baixa farà que la fotografia presenti desenfocament de moviment.
Una altra alternativa és generar una panoràmica en el moment en què es fa la fotografia. Així s'aconsegueix que l'element en moviment aparegui nítid mentre que tot el fons presentarà desenfocament.

### Animació
En una pel·lícula o programa de televisió l'aparició de motion blur en cada fotograma aparenta natural perquè l'ull humà es comporta d'una forma similar. No obstant això, quan es tracta de models animats amb qualsevol tècnica d'animació, si no s'apliquen tècniques correctives, els quadres apareixen sense motion blur, com si es tractés d'una càmera amb un obturador infinitament ràpid. Durant tota la història de l'animació, s'ha intentat recrear el moviment de diferents maneres:

#### Animació amb dibuix
Per simular l'efecte de moviment, en l'animació tradicional (concretament en el dibuix animat) es dibuixava a mà unes línies que generaven efecte de direcció.

#### Animació amb elements
Una tècnica d'animació amb la utilització d'elements és l'stop-motion. Dins d'aquesta tècnica trobem una variant denominada go-motion, dissenyada per introduir motion blur o distorsió per moviment en els fotogrames. Per tant, aquesta tècnica va ser creda per afegir realisme a les imatges preses. Per aconseguir-ho, es mou l'element durant l'exposició de cada fotograma de la pel·lícula. Hi ha diferents alternatives per aconseguir l'efecte de distorsió en go-motion:
- Vaselina en l'objectiu: Aquesta tècnica, bàsica però raonablement eficaç, s'aconsegueix aplicant vaselina abans de cada tret en la lent de la càmera per crear un efecte borrós. Aquesta tècnica es va utilitzar per a l'endoesquelet metàl·lic de The Terminator.
- Copejar el model: Copejar suaument o agitar el model abans de prendre el quadre per produir un lleuger efecte borrós. S'ha d'anar amb compte que el model no es mogui massa, o de copejar o desplaçar altres models o peces del decorat.
- Agitar la base: Agitar la base sobre la qual descansa el model durant el temps d'exposició crea un lleuger i realista efecte de desenfocament. Aquesta tècnica va ser utilitzada per Aardman per a la persecució al tren en The Wrong Trousers i, de nou en la persecució en camió en A Close Shave. En tots dos casos es va moure físicament les càmeres durant exposicions d'1-2 segons.

#### Animació amb ordenador
En pel·lícules i vídeos animats per ordinador, on les imatges es generen prèviament, s'introdueix motion blur amb tècniques de antialiàsing temporal que produeixen quadres que són la suma de molts instants. Aquestes tècniques requereixen capacitat de càlcul.

##### Videojocs
En videojocs, on les imatges es generen dinàmicament, s'utilitzen alternatives més lleugeres d'un d'aquests dos tipus:
- Efectes a pantalla completa que únicament consideren el moviment de la càmera per introduir distorsions radials.

- Distorsions selectives d'objectes basant-se en la velocitat relativa respecte al punt de vista. És una opció més costosa en capacitat de càlcul que l'anterior.

Alguns dels jocs més coneguts que utilitzen aquest efecte són les diferents edicions de Need for Speed, Unreal Tournament III, The Legend of Zelda: Majora 's Mask.

### Biologia
Quan l'ull d'un animal està en moviment, la imatge pateix desenfocament de moviment, incapaç de poder apreciar els detalls. Per fer front a això, els éssers humans en general, alternen entre realitzar moviments sacàdics (moviments oculars ràpids) i la fixació (centrant-se en un sol punt).

### Gràfics per ordenador
En els gràfics per ordinador en 2D, el desenfocament de moviment és un filtre artístic que converteix la imatge digital per tal de simular l'efecte. Molts productes de programació de gràfics (per exemple, Adobe Photoshop o GIMP) ofereixen filtres de desenfocament de moviment simples. Entre les opcions destaquen:
- Linear: falta de definició que es desplaça en una sola direcció.
- Radial: creació d'un desenefocament circular.
- Zoom: falta de definició que s'irradia cap a fora del centre de la imatge.

No obstant això, per al filtrat de desenfocament de moviment avançat que inclou corbes o el ajust de la velocitat no uniforme, són necessaris programes especialitzats.

## Inconvenients
L'efecte motion blur pot resultar un inconvenient en l'enregistrament d'esports perquè difumina la posició exacta dels atletes o objectes mòbils quan les imatges es mostren a càmera lenta. Per aquest motiu, sovint es fan servir càmeres especials que redueixen aquest problema prenent instantànies del amb exposicions de l'ordre d'1 mil·lèsima de segon i una freqüència de 25 o 30 quadres per segon. No obstant això, tot i que aquest sistema proporciona una càmera lenta molt nítida, produeix una impressió estranya a velocitat normal perquè l'ull espera veure l'efecte motion blur i aquest no està present.

## Restauració
De vegades és possible reduir el desenfocament del moviment utilitzant desconvolució, operacions matemàtiques per recuperar dades que han estat degradades per un procés físic. Per restaurar una imatge es podria fer mitjançant desconvolució Wiener, una operació matemàtica que elimina o mitiga alguns dels sorolls d'una senyal. Aquest mètode és adequat tant pel so com per la imatge.